# (39429) Annebrontë
(39429) Annebrontë – planetoida z pasa głównego asteroid okrążająca Słońce w ciągu 3 lat i 288 dni w średniej odległości 2,43 j.a. Została odkryta 29 września 1973 roku przez Cornelisa van Houtena i Ingrid van Houten-Groeneveld na płytach fotograficznych wykonanych przez Toma Gehrelsa w Obserwatorium Palomar. Nazwa planetoidy pochodzi od Anne Brontë (1820–1849), trzeciej, najmłodszej i najmniej znanej z sióstr pisarek pochodzących z północnej Anglii. Przed nadaniem nazwy planetoida nosiła oznaczenie tymczasowe (39429) 4223 T-2.